# Guillem Lluís de Württemberg
Guillem Lluís de Württemberg (en alemany Wilhelm Ludwig von Württemberg) va néixer a 
Stuttgart el 7 de gener de 1647 i va morir a Hirsau el 23 de juny de 1677. Era un noble alemany. fill d'Eberhard III de Württemberg (1614-1674) i d'Anna Caterina de Salm-Kyrburg (1614-1655).
Va ser duc de Württemberg només de 1674 a 1677, ja que va morir inesperadament en una estada de natació al castell de Hirsauer. Els seus 25 anys, la vídua Magdalena Sibil·la va assumir el càrrec de regent de Württemberg des de 1677 fins que el seu fill Eberhard Lluís va complir els 16 anys per a prendre el tron, el 1693.

## Matrimoni i fills
El 6 de novembre de 1673 es va casar a Darmstadt amb Magdalena Sibil·la de Hessen-Darmstadt (1652-1712), filla de Lluís VI de Hessen-Darmstadt (1630-1678) i de Maria Elisabet de Holstein-Gottorp (1634-1665). El matrimoni va tenir quatre fills:
- Elionor (1674-1683).

- Eberhardina (1675-1707).

- Eberhard Lluís (1676-1733), casat amb Joana Elisabet de Baden-Durlach (1680-1757).

- Magdalena Guillema (1677-1742), casada amb Carles Guillem de Baden-Durlach (1679-1738).